# Andre Drummond
Andre Jamal Drummond (Nova Iorque, 10 de agosto de 1993) é um jogador norte-americano de basquetebol profissional que atualmente joga no Philadelphia 76ers da National Basketball Association.
Ele jogou basquete universitário na Universidade de Connecticut e foi selecionado pelo Detroit Pistons como a 9° escolha geral no draft da NBA de 2012. Sendo selecionado para o All-Star da NBA por duas vezes, ele liderou a liga em rebote por três temporadas e também foi nomeado para a Terceira Equipe All-NBA. Ele foi membro da Seleção Americana que conquistou a medalha de ouro na Copa do Mundo de 2014.

## Carreira no ensino médio

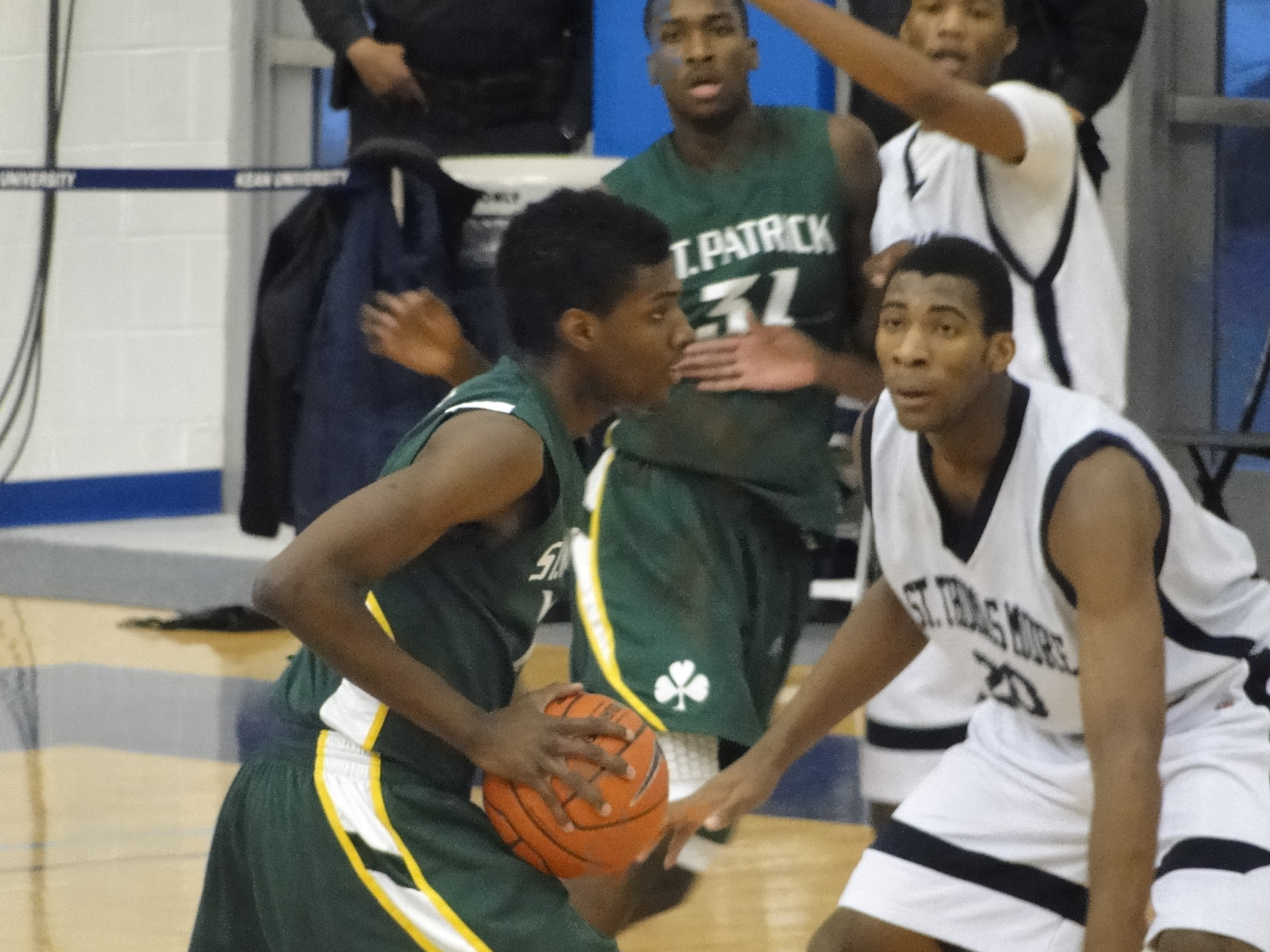
Drummond (à direita) jogando no ensino médio em 2010

Nascido em Mount Vernon, Nova York, filho de pais jamaicanos, Drummond mudou-se para Middletown, Connecticut, aos 7 anos de idade com sua mãe e irmã. 
Ele começou o ensino médio na Capital Preparatory Magnet School em Hartford, Connecticut. Durante seu primeiro ano, ele teve médias de 12,7 pontos, 11,9 rebotes e 6,5 bloqueios. Ele melhorou durante seu segundo ano na Capital Prep e teve médias de 20,2 pontos, 16,6 rebotes, 7,2 bloqueios e 4,5 roubadas de bola.
Depois de dois anos na Capital Preparatory Magnet School, ele se transferiu para a St. Thomas More. Em St. Thomas More, em Oakdale, Connecticut, Drummond era um dos pivôs mais dominantes do basquete do ensino médio. Ele passou dois anos em St. Thomas More e liderou a equipe até o título do campeonato nacional em 2011. Ele se formou na primavera daquele ano.
Ele foi classificado como o melhor jogador na classe de 2011 pela ESPN e pelo NBADraft.net, enquanto foi classificado como o 2° melhor jogador pela Rivals.com e pela Scout.com.
No verão de 2010, Drummond foi membro da seleção americana que venceu o Campeonato Mundial Sub-17 de 2010.

## Carreira universitária
Drummond declarou inicialmente que passaria um ano de pós-graduação na Wilbraham & Monson Academy. Duas semanas depois, em 26 de agosto de 2011, ele anunciou via twitter que pretendia frequentar a Universidade de Connecticut. Segundo a ESPN, a decisão "criou um frenesi da mídia devido à surpresa". Drummond também estava pensando em frequentar Kentucky, Louisville, Georgetown ou West Virginia.
Drummond jogou em 34 jogos como calouro na UConn, sendo titular 30 vezes. Ele teve médias de 10,0 pontos e 7,6 rebotes em 28,4 minutos. Ele liderou a equipe em rebotes, bloqueios (2,7) e porcentagem de arremesso certos (53%). Ele marcou mais de 20 pontos em 2 jogos durante a temporada, incluindo um desempenho de 24 pontos contra Holy Cross. 
A carreira universitária de Drummond terminou na primeira rodada do Torneio da NCAA quando eles perderam para a Universidade Estadual de Iowa. 
Um mês depois do fim da temporada, Drummond anunciou sua decisão de participar do draft da NBA de 2012.

## Carreira profissional

### Detroit Pistons (2012–2020)

#### Primeiros anos (2012-15)

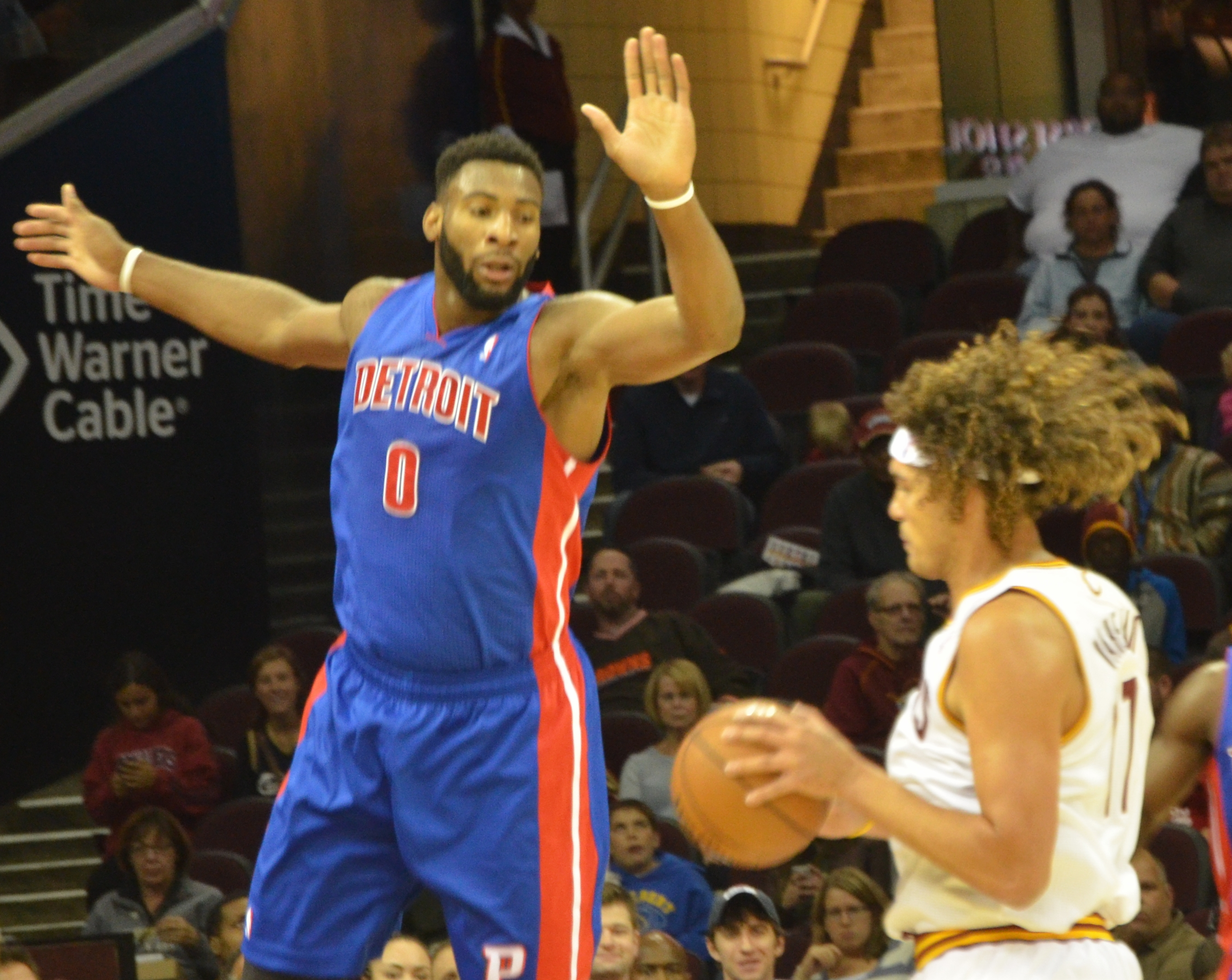
Drummond marcando Anderson Varejão em 2013

Drummond foi selecionado pelo Detroit Pistons como a nona escolha geral no draft da NBA de 2012. Em sua temporada de estreia, ele teve médias de 7,9 pontos, 7,6 rebotes, 1,0 roubadas de bola e 1,6 bloqueios em 20,7 minutos. Em 14 de maio de 2013, ele foi nomeado para a Segunda-Equipe de Novatos da temporada de 2012-13.
Em 24 de janeiro de 2014, Drummond registrou 20 rebotes e 20 pontos na derrota para o New Orleans Pelicans. Em 3 de março, ele registrou 17 pontos e 26 rebotes em uma vitória sobre o New York Knicks.
Em 11 de março de 2015, Drummond registrou 22 pontos e 25 rebotes em uma derrota para o Golden State Warriors. Este foi o quarto jogo dele com 20 pontos e 20 rebotes nas duas temporadas anteriores, o maior número na NBA naquele período.

#### Primeira seleção para o All-Star Game (2015–17)
Drummond registrou duplos-duplos em cada um dos três primeiros jogos dos Pistons na temporada de 2015-16, ajudando a equipe a alcançar um recorde de 3-0 pela primeira vez desde a temporada de 2008-09. Ele se tornou o primeiro jogador dos Pistons a ter três duplos-duplos consecutivos no começo da temporada desde Ben Wallace na temporada de 2004-05. Posteriormente, ele foi nomeado o Jogador da Semana da Conferência Leste pela primeira semana da temporada, tornando-se o primeiro jogador dos Pistons a ganhar o prêmio desde Rodney Stuckey em dezembro de 2009.
Em 3 de novembro, Drummond registrou 25 pontos e 29 rebotes em uma derrota para o Indiana Pacers, tornando-se o primeiro jogador dos Pistons com jogos consecutivos de 20/20 desde 1985. Em 8 de novembro, ele registrou 29 pontos e 27 rebotes em uma vitória sobre o Portland Trail Blazers, juntando-se a Kareem Abdul-Jabbar e Wilt Chamberlain como os únicos jogadores com três jogos de 20/20 nos primeiros seis jogos da temporada. Posteriormente, ele foi nomeado o Jogador da Semana da Conferência Leste pela segunda semana da temporada, tornando-se o primeiro jogador dos Pistons a ganhar o prêmio em semanas consecutivas e o primeiro jogador a ganhar o prêmio nas duas primeiras semanas da temporada desde LeBron James na temporada de 2011-12. Em 21 de novembro, a série de 11 duplos-duplos consecutivos de Drummond chegou ao fim. Essa foi a sequência mais longa de um jogador dos Pistons desde que Dave DeBusschere registrou 13 duplos-duplos consecutivas na temporada de 1966-67. Em 18 de dezembro, ele registrou 21 rebotes e 33 pontos em uma vitória de 147-144 sobre o Chicago Bulls. Ele se tornou o primeiro jogador dos Pistons com pelo menos 30 pontos e 20 rebotes em um jogo desde Dennis Rodman na temporada de 1990–91.
Em 28 de janeiro, Drummond ganhou sua primeira seleção para o All-Star Game como reserva da Conferência Leste no All-Star Game da NBA de 2013.
Em 27 de fevereiro, ele registrou o seu 50º duplo-duplo da temporada com 15 pontos e 17 rebotes na vitória por 102-91 sobre o Milwaukee Bucks. Em 2 de março, Drummond registrou nove pontos e 14 rebotes contra o San Antonio Spurs, encerrando sua sequencia de 13 duplos-duplos consecutivas. Os Pistons terminaram a temporada regular como a oitava melhor campanha na Conferência Leste com um recorde de 44-38, ganhando uma vaga nos playoffs pela primeira vez desde 2009. Eles perderam na primeira rodada para o Cleveland Cavaliers em quatro jogos.
Em 15 de julho de 2016, Drummond assinou novamente com os Pistons em um contrato de cinco anos e US$ 130 milhões. Em 30 de outubro, ele registrou 20 pontos e 23 rebotes em uma vitória de 98-83 sobre o Milwaukee Bucks, marcando seu 10º jogo na carreira com pelo menos 20 pontos e 20 rebotes. Com 20 pontos e 17 rebotes em 19 de novembro contra o Boston Celtics, Drummond alcançou 4.000 rebotes na carreira. Aos 23 anos e 101 dias, ele se tornou o segundo jogador mais jovem a alcançar o marco, perdendo apenas Dwight Howard (22 anos, 129 dias). Em 7 de dezembro, ele registrou 26 pontos e 20 rebotes e, uma derrota de 87-77 para o Charlotte Hornets. Em 17 de março de 2017, ele pegou 22 rebotes em uma derrota por 87-75 para o Toronto Raptors. Foi a 34ª vez que ele teve 20 rebotes em um jogo, incluindo sete na temporada de 2016-17.

#### Segunda seleção para o All-Star Game e títulos consecutivos de rebote (2017-20)
Em 23 de outubro de 2017, Drummond registrou 14 pontos e 14 rebotes em uma derrota de 97-86 para o Philadelphia 76ers. Com esses 14 rebotes, ele ficou em sexto lugar na lista de mais rebotes da franquia, passando Walter Dukes. Dois dias depois, em uma vitória por 122-101 sobre o Minnesota Timberwolves, Drummond registrou seu 5.000ª rebotes na carreira, tornando-se o sexto jogador dos Pistons a atingir esse total. Aos 24 anos e 76 dias, ele se tornou o segundo jogador mais jovem a alcançar o marco, perdendo apenas para Dwight Howard (23 anos e 112 dias). Em 10 de novembro, ele marcou 16 pontos, 20 rebotes e sete assistências em uma vitória por 111-104 sobre o Atlanta Hawks, levando os Pistons a um recorde de 9-3 - o melhor começo de uma temporada desde a temporada de 2005-06. Drummond se tornou o primeiro jogador a ter pelo menos 200 rebotes nos 13 primeiros jogos de duas temporadas diferentes desde que Dennis Rodman fez três vezes em três equipes diferentes nos anos 90.
Em 27 de novembro, ele registrou 26 pontos e 22 rebotes em uma vitória de 118-108 sobre o Boston Celtics. Ele também teve seis assistências e quatro roubadas de bola, tornando-se o primeiro jogador com tantos pontos, rebotes, assistências e roubadas de bola desde Charles Barkley em janeiro de 1990. Em 24 de janeiro, Drummond registrou 30 pontos, 24 rebotes, seis bloqueios, quatro assistências e três roubadas de bola em uma derrota por 98-95 na prorrogação para o Utah Jazz. Ele se tornou o primeiro jogador a registrar essas estatísticas em um jogo desde a temporada de 1973-74, quando a NBA começou a registrar bloqueios e roubos de bola. Durante o jogo, Drummond alcançou 2.000 rebotes ofensivos em sua carreira, tornando-se o jogador mais jovem a atingir o marco aos 24 anos e 167 dias, superando o recorde anterior de Howard aos 25 anos e 86 dias.
Em 30 de janeiro, ele foi nomeado o substituto de John Wall no All-Star Game da NBA de 2018.
Em 3 de fevereiro, ele registrou 23 pontos, 20 rebotes, quatro roubadas de bola e quatro bloqueios em uma vitória por 111-107 sobre o Miami Heat. Drummond fez pelo menos 20 pontos e 20 rebotes pela sexta vez nessa temporada e se tornou o primeiro jogador com pelo menos 20 pontos, 20 rebotes, quatro roubadas de bola e quatro bloqueios desde Hakeem Olajuwon em 22 de dezembro de 1989. Em 29 de março, ele registrou 24 pontos e 23 rebotes em uma vitória por 103-92 sobre o Washington Wizards. Foi o seu 20º jogo da carreira com 20/20, o maior número de jogos de 20/20 desde que ele ingressou na liga em 2012. Drummond concluiu a temporada regular com média de 16 rebotes, tornando-se o primeiro jogador desde Rodman em 1997 a ter 16 rebotes de média em uma temporada e apenas o segundo jogador nos últimos 40 anos.
Em 31 de janeiro de 2019, Drummond registrou 24 pontos e 20 rebotes na vitória de 93-89 sobre o Dallas Mavericks. Durante o jogo, ele se tornou o líder de todos os tempos dos Pistons em rebotes ofensivos com 2.431, superando o recorde anterior de Bill Laimbeer. Em 8 de março, ele registrou 20 pontos e 24 rebotes, incluindo 14 pontos e 18 rebotes no segundo tempo, para ajudar os Pistons a superar um déficit de 21 pontos na vitória por 112–104 sobre o Chicago Bulls. Ele foi posteriormente nomeado o Jogador da Semana da Conferência Leste após ter médias de 22,3 pontos, 18,0 rebotes, 2,0 assistências, 1,3 bloqueios e 1,3 roubos de bola em três jogos. Em 11 de março contra o Brooklyn Nets, o 19º duplo-duplo consecutivo de Drummond empatou com Bob Lanier (1974-75) pela mais longa sequência desse tipo na história dos Pistons. Essa sequência foi interrompida dois dias depois, quando ele fez cinco pontos e nove rebotes contra o Heat. Mais tarde naquele mês, ele alcançou 1.000 pontos, 1.000 rebotes, 100 bloqueios e 100 roubos de bola na quarta temporada de sua carreira, o maior número na história da NBA desde que roubos e bloqueios começaram a serem registrados.
Drummond começou a temporada de 2019-20 registrando 32 pontos e 23 rebotes na vitória sobre o Indiana Pacers, juntando-se a Charles Barkley (1992) e George McGinnis (1977) como os únicos jogadores com 30 pontos e 20 rebotes no primeiro jogo da temporada.

### Cleveland Cavaliers (2020–2021)
Em 6 de fevereiro de 2020, os Pistons negociou Drummond com o Cleveland Cavaliers em troca de Brandon Knight, John Henson e uma escolha de segunda rodada no draft de 2023.
Em 26 de março de 2021, os Cavaliers chegaram a um acordo de rescisão contratual com Drummond.

### Los Angeles Lakers (2021)
Em 28 de março de 2021, Drummond assinou um contrato de 1 ano e US$794 mil com o Los Angeles Lakers, adicionando um impulso ofensivo a uma equipe sem as estrelas lesionadas LeBron James e Anthony Davis.
Com os Lakers, ele jogou 21 jogos e teve médias de 11,9 pontos, 10,2 rebotes e 1,4 assistências em 24 minutos. Embora saudável, ele não jogou o Jogo 6 na primeira rodada dos playoffs contra o Phoenix Suns, quando o Lakers foi eliminado por 4–2.

### Philadelphia 76ers (2021–2022)
Em 4 de agosto de 2021, Drummond assinou um contrato de 1 ano e US$2.4 milhões com o Philadelphia 76ers.
Em 30 de janeiro de 2022, ele registrou 23 rebotes, 16 pontos, 5 assistências, 2 roubos de bola e 3 tocos em um jogo que os 76ers venceriam por 122-119 sobre o Memphis Grizzlies.

### Brooklyn Nets (2022)
Em 10 de fevereiro de 2022, Drummond foi negociado, junto com Ben Simmons, Seth Curry e duas futuras escolhas de primeira rodada, para o Brooklyn Nets em troca de James Harden e Paul Millsap.
Em 14 de fevereiro, em sua estreia pelos Nets, Drummond registrou 11 pontos e nove rebotes na vitória por 109-85 contra o Sacramento Kings para ajudar seu novo time a encerrar uma sequência de 11 derrotas consecutivas. Em 23 de fevereiro, Drummond mudou seu número de 4 para 0 quando Jevon Carter foi dispensado.

### Chicago Bulls (2022–2024)
Em 6 de julho de 2022, Drummond assinou um contrato de dois anos e US$ 6,6 milhões com o Chicago Bulls.
Em 6 de novembro de 2023, em uma partida contra o Utah Jazz, Drummond registrou seu 10.000º rebote na carreira. Em 26 de dezembro, Drummond foi titular no lugar de Nikola Vučević e registrou 24 pontos e 25 rebotes enquanto os Bulls derrotavam o Atlanta Hawks por 118 a 113.
Em fevereiro de 2024, a NBA multou Drummond por um gesto inapropriado.

### Retorno a Philadelphia (2024–presente)
Em 7 de julho de 2024, Drummond assinou um contrato de 2 anos e US$10 milhões para retornar ao Philadelphia 76ers.

## Carreira na seleção

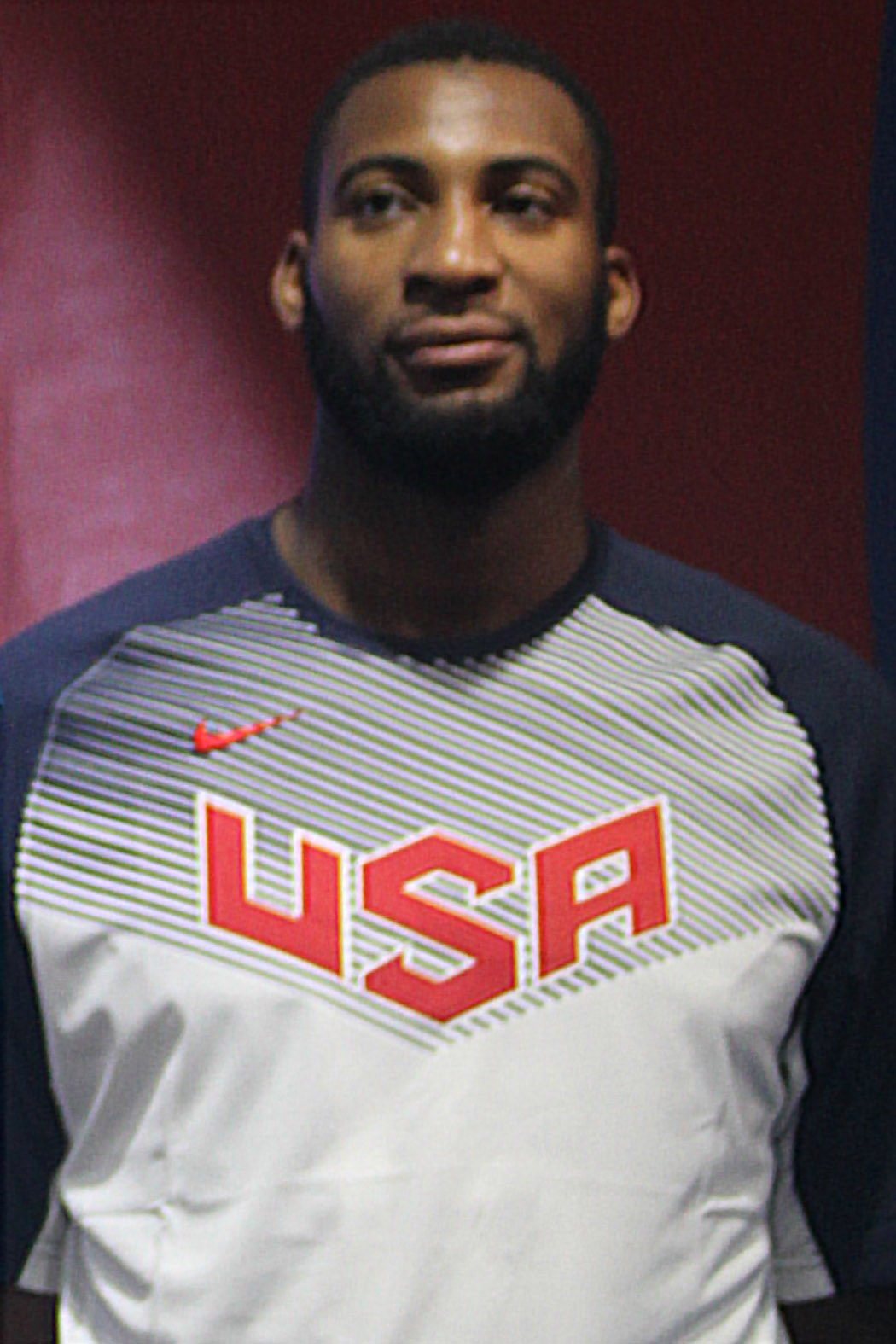
Drummond com a Seleção Americana no World Basketball Festival de 2014

Drummond era membro da Seleção Americana que ganhou a medalha de ouro na Campeonato Mundial de 2014. No decorrer do torneio, ele obteve média de 3,0 pontos e 2,5 rebotes em oito jogos.

## Estatísticas da carreira

### NBA

#### Temporada regular
| Ano      | Equipe       | PJ  | PT  | MPJ  | AP   | 3P   | LL   | RT    | AS  | BR  | TO  | PPJ  |
| -------- | ------------ | --- | --- | ---- | ---- | ---- | ---- | ----- | --- | --- | --- | ---- |
| 2012–13  | Detroit      | 60  | 10  | 20.7 | .608 | .500 | .371 | 7.6   | .5  | 1.0 | 1.6 | 7.9  |
| 2013–14  | Detroit      | 81  | 81  | 32.3 | .623 | .000 | .418 | 13.2  | .4  | 1.2 | 1.6 | 13.5 |
| 2014–15  | Detroit      | 82  | 82  | 30.5 | .514 | .000 | .389 | 13.5  | .7  | .9  | 1.9 | 13.8 |
| 2015–16  | Detroit      | 81  | 81  | 32.9 | .521 | .333 | .355 | 14.8* | .8  | 1.5 | 1.4 | 16.2 |
| 2016–17  | Detroit      | 81  | 81  | 29.7 | .530 | .286 | .386 | 13.8  | 1.1 | 1.5 | 1.1 | 13.6 |
| 2017–18  | Detroit      | 78  | 78  | 33.7 | .529 | .000 | .605 | 16.0  | 3.0 | 1.5 | 1.6 | 15.0 |
| 2018–19  | Detroit      | 79  | 79  | 33.5 | .533 | .132 | .590 | 15.6  | 1.4 | 1.7 | 1.7 | 17.3 |
| 2019–20  | Detroit      | 49  | 48  | 33.8 | .530 | .048 | .584 | 15.8  | 2.8 | 2.0 | 1.7 | 17.8 |
| 2019–20  | Cleveland    | 8   | 8   | 28.1 | .552 | .286 | .513 | 11.1  | 1.8 | 1.5 | 1.4 | 17.5 |
| 2020–21  | Cleveland    | 25  | 25  | 28.9 | .474 | .000 | .597 | 13.5  | 2.6 | 1.6 | 1.2 | 17.5 |
| 2020–21  | L.A. Lakers  | 21  | 21  | 24.8 | .531 | —    | .605 | 10.2  | 1.4 | 1.1 | 1.0 | 11.9 |
| 2021–22  | Philadelphia | 49  | 12  | 18.4 | .538 | .000 | .512 | 8.8   | 2.0 | 1.1 | .9  | 6.1  |
| 2021–22  | Brooklyn     | 24  | 24  | 22.3 | .610 | .000 | .537 | 10.3  | 1.4 | .9  | 1.0 | 11.8 |
| 2022–23  | Chicago      | 67  | 0   | 12.7 | .606 | .000 | .536 | 6.6   | .5  | .7  | .4  | 6.0  |
| 2023–24  | Chicago      | 79  | 10  | 17.1 | .556 | .000 | .592 | 9.0   | .5  | .9  | .6  | 8.4  |
| Carreira | Carreira     | 864 | 640 | 26.6 | .550 | .113 | .506 | 11.9  | 1.3 | 1.2 | 1.2 | 12.9 |
| All-Star | All-Star     | 2   | 0   | 18.0 | .833 | .000 | .000 | 8.0   | .0  | 1.0 | .5  | 15.0 |

#### Play-in
| Ano      | Equipe      | PJ | PT | MPJ  | AP   | 3P | LL   | RT  | AS  | BR  | TO  | PPJ  |
| -------- | ----------- | -- | -- | ---- | ---- | -- | ---- | --- | --- | --- | --- | ---- |
| 2021     | L.A. Lakers | 1  | 1  | 16.8 | .667 | —  | —    | 7.0 | 1.0 | .0  | 2.0 | 4.0  |
| 2022     | Brooklyn    | 1  | 1  | 19.0 | .636 | —  | .400 | 8.0 | .0  | 1.0 | .0  | 16.0 |
| 2023     | Chicago     | 2  | 0  | 7.3  | .667 | —  | .000 | 4.5 | .0  | .0  | 1.0 | 4.0  |
| 2024     | Chicago     | 2  | 0  | 9.6  | .375 | —  | —    | 4.0 | .0  | 1.0 | 1.5 | 3.0  |
| Carreira | Carreira    | 6  | 2  | 13.1 | .586 | —  | .200 | 5.8 | .2  | .5  | 1.1 | 6.7  |

#### Playoffs
| Ano      | Equipe      | PJ | PT | MPJ  | AP   | 3P   | LL   | RT   | AS  | BR  | TO  | PPJ  |
| -------- | ----------- | -- | -- | ---- | ---- | ---- | ---- | ---- | --- | --- | --- | ---- |
| 2016     | Detroit     | 4  | 4  | 32.8 | .519 | .000 | .324 | 9.0  | .0  | .3  | 1.5 | 16.8 |
| 2019     | Detroit     | 4  | 4  | 31.8 | .444 | .000 | .429 | 13.0 | 2.3 | 1.5 | 1.3 | 14.3 |
| 2021     | L.A. Lakers | 5  | 5  | 21.0 | .594 | .000 | .700 | 11.0 | .0  | .8  | .6  | 9.0  |
| 2022     | Brooklyn    | 4  | 4  | 15.0 | .545 | —    | .600 | 3.0  | .8  | 1.3 | .8  | 3.8  |
| Carreira | Carreira    | 17 | 17 | 25.1 | .525 | .000 | .513 | 9.0  | .7  | .9  | 1.0 | 10.9 |

### Universitário
| Ano     | Equipe      | PJ | PT | MPJ  | AP   | 3P   | LL   | RT  | AS | BR | TO  | PPJ  |
| ------- | ----------- | -- | -- | ---- | ---- | ---- | ---- | --- | -- | -- | --- | ---- |
| 2011–12 | Connecticut | 34 | 30 | 28.4 | .538 | .000 | .295 | 7.6 | .4 | .8 | 2.7 | 10.0 |

Fonte: